# Holger Pedersen (linguiste)
Ne doit pas être confondu avec Holger Pedersen (astronome).
Holger Pedersen, né le 7 avril 1867 dans le hameau de Gelballe (commune de Kolding situé dans le sud-ouest du Jutland au Danemark) et mort le 25 octobre 1953 à Hellerup près de Copenhague, est un linguiste danois, spécialiste en celtologie, en arménien classique et en albanais. Il publie ses nombreux travaux en allemand et en français qui sont les deux langues les plus diffusées dans le domaine de la recherche linguistique à son époque. 

## Biographie
Holger Pedersen fait ses études d'abord à l'université de Copenhague, puis à l'université de Leipzig.
En 1893, il étudie à l'université de Berlin, les langues celtiques, le sanskrit et l'arménien classique. La même année, il voyage jusqu'à Corfou pour étudier la langue albanaise. Il publie un ouvrage intitulé Albanesische Texte mit Glossar.
Il participe également aux travaux sur la théorie des laryngales. Il propose le premier de regrouper l’indo-européen avec d’autres familles et invente le terme de « nostratique » pour désigner les langues nostratiques. 
En 1895, il passe plusieurs mois dans les Îles d'Aran en Irlande pour étudier la forme ancienne du gaélique parlé. L'année suivante, en 1896, il séjourne en Bretagne où il rencontre Joseph Loth ainsi que le linguiste Antoine Meillet. Revenu au Danemark, il présente sa thèse sur la celtologie, pour son doctorat à l'université de Copenhague. 
En 1900, il devient maître de conférences en grammaire comparée. 
En 1902, on lui propose un poste de professorat à l'université de Bâle, qu'il décline, mais cela lui permet en même temps de persuader l'université de Copenhague d'établir un professorat spécialisé pour lui.
Il devient professeur de russe à l'université de Copenhague et publie une grammaire russe en 1916. Il étudie également les rapports entre les langues balto-slaves, notamment le russe,le tchèque et le lituanien. Il établit une étude comparée des langues balto-slaves, qui est appelée Loi de Pedersen.
En 1924 et 1925, il donne plusieurs conférences au Collège de France à Paris. Il édite alors un livre sur Le Groupement des langues indo-européennes.
Il s'intéresse également aux langues d'Asie Mineure. Il travaille ainsi sur le langage hittite et son lien avec les langues indo-européennes. En 1945, il publie Lykisch und Hittitisch. On fait appel à lui pour étudier le texte hittite Aphasie de Mursili II sur lequel il publie avec son confrère Albrecht Götze, Mursilis Sprachlähmung.
Holger Pedersen est recteur de l'Université de Copenhague, président de l'Académie des sciences de 1934 à 1938. Il est Chevalier de l'Ordre du Dannebrog en 1919 et Grand-Croix de l'Ordre du Dannebrog en 1950.

## Publications
- « Türkische Lautgesetze », dans Zeitschrift der Deutschen Morgenländischen Gesellschaft 57 (1093), p. 535-5614.
- (fr) Holger Pedersen, Le groupement des dialectes indo-européens, vol. 11, no 3, A. F. Høst & Søon, 1925, 57 p.
- (de) Holger Pedersen, « Armenier », Reallexikon der Vorgeschichte, éditions de Gruyter, Berlin, 1924
- (de) Albrecht Götze & Holger Pedersen, Mursilis Sprachlähmung, Copenhague, Levin & Munksgaard, 1934

### Liste de publications
- Les publications de Holger Pedersen

## Hommages
- Rask-Ørsted fondet, Mélanges linguistiques offerts à M. Holger Pedersen à l'occasion de son soixante-dixième anniversaire 7 avril 1937, Aarhus universitet, Universitetsforlaget i Aarhus Levin & Munksgaard, 1937, 549 p. — Recension
- Éloge funèbre de Holger Pedersen